# Покровка (Лебедянский район)
Покровка — деревня в Лебедянском районе Липецкой области России. Входит в состав Вязовского сельсовета.

## География
Деревня находится на севере центральной части Липецкой области, в лесостепной зоне, в пределах северо-восточных отрогов Среднерусской возвышенности, на левом берегу реки Великая Лука (правый приток Сквирни), на расстоянии примерно 12 километров (по прямой) к северо-востоку от города Лебедянь, административного центра района. Абсолютная высота — 194 метра над уровнем моря.

### Климат
Климат характеризуются как умеренно континентальный, с умеренно холодной продолжительной зимой и тёплым летом. Среднегодовая температура воздуха составляет 4,5 °С. Средняя температура воздуха самого холодного месяца (января) — −9,5 °C; самого тёплого месяца (июля) — 19,5 °C. Среднегодовое количество атмосферных осадков составляет 500 мм, из которых около 65 — 70 % выпадает в тёплый период. Преобладающими ветрами являются юго-западный, западный и северо-западный.

### Часовой пояс
Деревня Покровка, как и вся Липецкая область, находится в часовой зоне МСК (московское время). Смещение применяемого времени относительно UTC составляет +3:00.

## Население
| 2010 |
| ---- |
| 0    |

### Национальный состав
Согласно результатам переписи 2002 года в деревне проживал один житель белорусской национальности.